# Joseph Burr Tyrrell
Joseph Burr Tyrrell (Weston, 1 de noviembre de 1858 - Toronto, 26 de agosto de 1957) fue un geólogo, naturalista, cartógrafo y asesor minero canadiense. Descubrió grandes yacimientos de carbón bituminoso y también fue el primer descubridor de huesos fósiles del dinosaurio (Albertosaurus) en 1884 en las tierras baldías de Alberta en los alrededores de Drumheller en 1884.

## Biografía

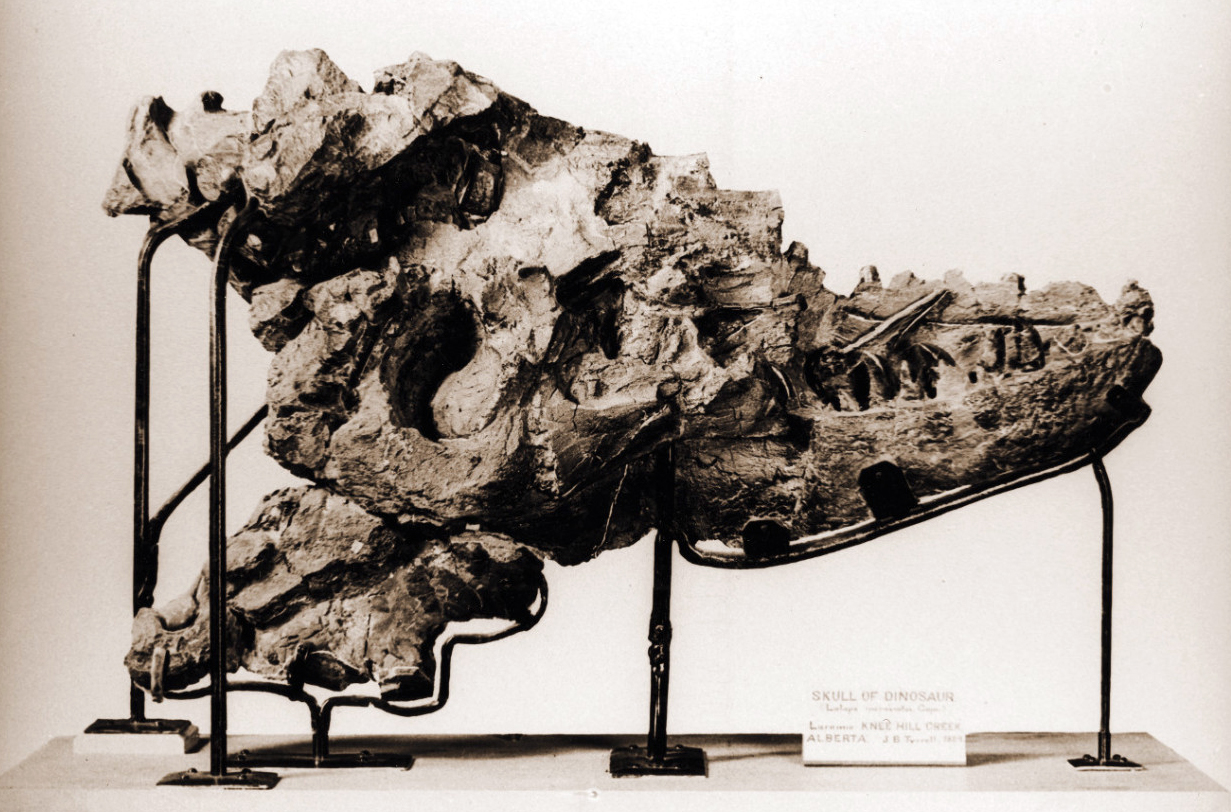
Cráneo del Albertosaurio descubierto por Joseph Burr Tyrrell.

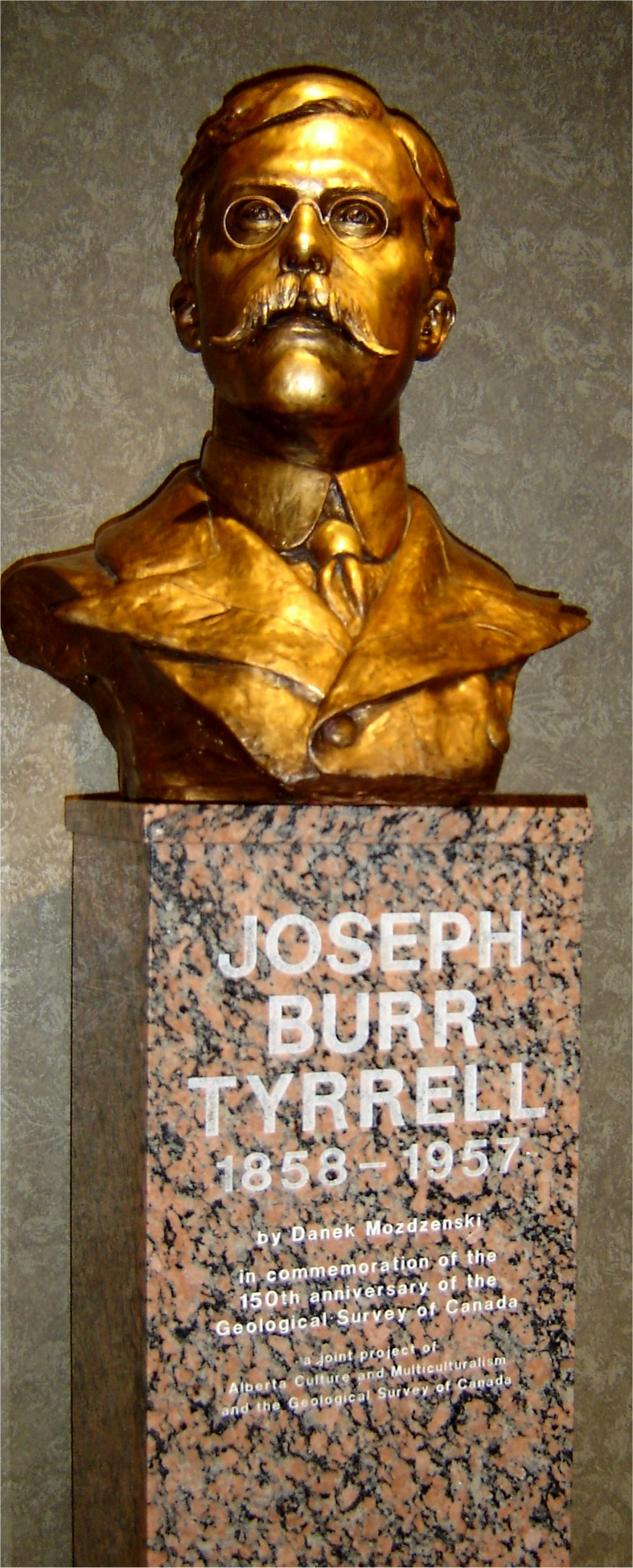
Busto de Joseph Burr Tyrrell.

Tyrrell fue el tercero de los hijos de William y Elizabeth Tyrrell. Estudió en la Weston Grammar School y en el Colegio superior de Canadá en 1876 y se licenció en derecho por la Universidad de Toronto en 1880. Aunque tras trabajar en un bufete de abogados en Toronto su médico le aconsejó un trabajo al aire libre por motivos de salud.
Se unió a la Geological Survey de Ottawa en 1881, participando o liderando numerosas exploraciones. Lideró en 1893 y 1894 expediciones a las tierras Barren del norte - la primera visita a la región Kivalliq de las tierras Barren por europeos desde las exploraciones de Samuel Hearne en los 1770s. Su hermano menor, James W. Tyrrell acompañó a Tyrrell en las expediciones, que supusieron el primer contacto con europeos de los Ihalmiut, un pueblo Inuit, ahora casi extinto. Durante estas exploraciones elaboró mapas de éstas regiones y documentó su flora y fauna.
Tyrrell se casó con Mary Edith Carey en 1894 y tuvieron 3 hijos, Mary (1896), George (1900), y Thomas (1906).
En 1894, Tyrrell encontró las anotaciones biográficas (11 tomos de cuadernos de campo, 39 periódicos, mapas y un relato) del explorador canadiense, cartógrafo y comerciante de pieles David Thompson y los publicó en 1916 con el título David Thompson's Narrative.
Tyrrell empezó a trabajar en la minería del oro en 1898. Fue director de la mina de oro del Lago Kirkland en el norte de Ontario durante más de 50 años. 

## Premios
- 1918, Medalla Murchison, Geological Society of London
- 1933, Medalla Flavelle, Royal Society of Canada
- 1947, Medalla Wollaston, Geological Society of London
- Back Award, Royal Geographic Society
- Medalla Daly, American Geographical Society
- Medalla de los ingenieros profesionales de la asociación de ingenieros de Ontario.
- Corredor de la fama de la minería canadiense.

## Honores
Fueron nombrados como él en su honor:
- El Royal Tyrrell Museum of Palaeontology, Drumheller, Alberta
- La J.B. Tyrrell Historical Medal, Royal Society of Canada
- El mar de Tyrrell (la prehistórica bahía de Hudson)
- El «lago Tyrrell», sección este del lago Yathkyed, Nunavut